# Jagdgeschwader 333
Das Jagdgeschwader 333 war ein Verband der Luftwaffe der Wehrmacht vor dem Zweiten Weltkrieg.

## Geschichte
Die I. Gruppe des Jagdgeschwaders 333 bildete sich am 1. November 1938 aus der II./Jagdgeschwader 135 in Herzogenaurach (Lage). Eine II. Gruppe wurde zeitgleich aus der I./Jagdgeschwader 136 in Eger (Lage) aufgestellt. Ein Geschwaderstab oder weitere Gruppen existierten nicht. Die beiden Gruppen war anfangs mit der Messerschmitt Bf 109B, später mit der Bf 109D und E ausgestattet.
Am 1. Mai 1939 trat das neue Benennungsschema der Luftwaffe in Kraft. Aufgrund dessen firmierte die I. Gruppe in die I. Gruppe des Jagdgeschwaders 54 um. Die II. Gruppe erhielt die neue Bezeichnung II./Jagdgeschwader 77. Damit hatte das Geschwader aufgehört zu bestehen.

## Gruppenkommandeure
I. Gruppe
- Major Rudolf Stoltenhoff, 1. November 1938 bis 1. Mai 1939[5]

II. Gruppe
- Oberstleutnant Carl-Alfred Schumacher, 1. November 1938 bis 1. Mai 1939[6]